# Who's da Man

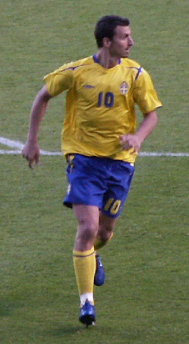
Zlatan Ibrahimović

Who's da Man är en fotbollslåt om den svenske fotbollsspelaren Zlatan Ibrahimović. Låten sjöngs av gruppen Elias och den (2006) 7-årige Frans Jeppsson-Wall  och utkom på singel 2006. Who's da Man spelades in i en version på svenska, där dock uttryck från engelska och tyska förekom, samt i en version på engelska. Elias och Frans har även framfört låten på Allsång på Skansen; den spelades också tre gånger varje kväll på klockspelet i Fredrikskyrkan i Karlskrona i juni 2006, tills Sverige slogs ut ur turneringen

## Listplaceringar
Låten gick upp på Hitlistan vecka 21 (2006), och lämnade listan efter nitton veckor. Singeln återkom på listan vecka 41, men slogs ut veckan därpå. Singeln låg på förstaplatsen under tio veckor.
| Position | 1 | 1 | 1 | 1 | 1 | 1 | 1 | 1 | 1 | 1 | 2 | 5 | 3 | 4 | 6 | 8 | 15 | 13 | 20 | - | 57 |

Who's da Man gick upp på Svensktoppen vecka 24 (2006), och lämnade listan efter fem veckor och sammanlagt 1014 poäng.
| Position | 7   | 5   | 6   | 7   | 8   |
| Poäng    | 201 | 216 | 215 | 205 | 167 |